# Свободная частица
Свобо́дная части́ца — термин, используемый в физике для обозначения частиц, которые не взаимодействуют с другими телами и имеют только кинетическую энергию.
Совокупность свободных частиц образует идеальный газ.
Несмотря на простоту определения, в физике понятие свободной частицы играет очень большую роль, поскольку уравнения движения должны прежде всего удовлетворяться для свободных частиц.

## Классическая механика
В классической физике свободная частица сохраняет свою скорость, соответственно, сохраняется также импульс.
Кинетическая энергия свободной частицы задаётся формулами
- {\displaystyle E=T={\frac {mv^{2}}{2}}}, где {\displaystyle m} — масса частицы, {\displaystyle v} — её скорость, в нерелятивистском случае.
- {\displaystyle E=T={\frac {mc^{2}}{\sqrt {1-v^{2}/c^{2}}}}-mc^{2}}, где {\displaystyle c} — скорость света, в релятивистском случае.

## Нерелятивистская квантовая механика
Квантовые частицы описываются уравнением Шрёдингера
{\displaystyle i\hbar {\frac {\partial \psi }{\partial t}}=-{\frac {\hbar ^{2}}{2m}}\Delta \psi },
где {\displaystyle \psi } — волновая функция рассматриваемой частицы, {\displaystyle \hbar } — редуцированная постоянная Планка, {\displaystyle t} — время.
Решения этого уравнения даются суперпозицией волновых функций, которые имеют вид
{\displaystyle \psi _{\mathbf {k} }=A_{\mathbf {k} }e^{i\mathbf {k} \cdot \mathbf {r} -itE/\hbar }},
где {\displaystyle \mathbf {r} } — радиус-вектор, {\displaystyle i} — мнимая единица,
{\displaystyle E={\frac {\hbar ^{2}k^{2}}{2m}}},
{\displaystyle A_{\mathbf {k} }} любое комплексное число (размерности м−3/2).
Волновой вектор {\displaystyle \mathbf {k} } является для свободной квантовомеханической частицы единственным квантовым числом.
Свободная квантовая частица может находиться в состоянии со строго определённым волновым вектором. Тогда её импульс тоже строго определён и равняется {\displaystyle \mathbf {p} =\hbar \mathbf {k} }. В таком случае энергия частицы тоже определённая и равняется {\displaystyle E}. Однако квантовая частица может находиться также в смешанном состоянии, в котором ни импульс, ни энергия не определены.

### Свободная частица в криволинейных координатах
Гамильтониан свободной частицы
{\displaystyle {\hat {H}}=-{\frac {\hbar ^{2}}{2m}}\Delta }
пропорционален оператору Лапласа, который в криволинейных координатах, а также на произвольном римановом многообразии имеет вид
{\displaystyle \Delta ={\frac {1}{\sqrt {g}}}{\frac {\partial }{\partial q^{i}}}\left({\sqrt {g}}g^{ik}{\frac {\partial }{\partial q^{k}}}\right)}.
Таким образом, гамильтониан свободной частицы в криволинейных координатах имеет вид:
{\displaystyle H=-{\frac {\hbar ^{2}}{2m}}{\frac {1}{\sqrt {g}}}{\frac {\partial }{\partial q^{i}}}\left({\sqrt {g}}g^{ik}{\frac {\partial }{\partial q^{k}}}\right)}.
Классическая функция Гамильтона имеет вид
{\displaystyle H_{c}(\mathbf {p} ,\mathbf {q} )={\frac {1}{2m}}g^{ik}(\mathbf {q} )p_{i}p_{k}}.
В данном случае возникает нетривиальная задача упорядочивания, которая может быть решена лишь локально
{\displaystyle H(\mathbf {P} ,\mathbf {Q} )={\frac {1}{2m}}\left(g^{ik}(\mathbf {Q} )P_{i}P_{k}+i\hbar g^{is}(\mathbf {Q} )\Gamma _{is}^{k}(\mathbf {Q} )P_{k}\right)}.

## Релятивистская квантовая частица
Релятивистские квантовые частицы описываются разными уравнениями движения, в зависимости от типа частиц.
Для электронов и их античастиц позитронов справедливо уравнение Дирака. В состоянии с определённым значением импульса {\displaystyle p} энергия частиц равняется
{\displaystyle E=\pm c{\sqrt {m^{2}c^{2}+p^{2}}}},
где знак «+» соответствует электрону, а «-» соответствует позитрону. Для релятивистского электрона появляется также дополнительное квантовое число — спин.
Другие частицы описываются своими специфическими уравнениями, например, бесспиновая частица описывается уравнением Клейна — Гордона.

## Примечание
1. ↑  Оператор Лапласа на римановом многообразии называют оператором Лапласа — Бельтрами.
2. ↑  Флюгге, 2008, с. 36.
3. ↑  Тахтаджян, 2011, с. 146.